# 網谷圭将
網谷 圭将（あみや けいしょう、1997年10月3日 - ）は、千葉県市原市出身の元プロ野球選手（捕手、内野手、外野手）。右投右打。現在は社会人野球のヤマハ硬式野球部所属。プロでは育成選手であった。

## 経歴

### プロ入り前
小学生時代にちはら台ファイターズに所属。2009年には、千葉ロッテマリーンズのジュニアチームに参加している。また、この時郡司裕也や津留﨑大成とチームメイトであった。
千葉英和高等学校への進学後は、2年秋から捕手に定着すると、3年春の千葉県大会において千葉黎明高等学校との2回戦で本塁打を放った。在学中には春夏とも阪神甲子園球場での全国大会へ出場できなかったが、この本塁打の打球の飛距離が140メートルと推定されたことや、対外試合で通算33本塁打を記録したことから、NPBの複数球団が網谷をドラフト会議の指名候補に挙げた。
2015年のNPB育成ドラフト会議で、横浜DeNAベイスターズから1巡目で指名。支度金300万円、年俸360万円（金額は推定）という条件で入団した。背番号は100。

### DeNA時代

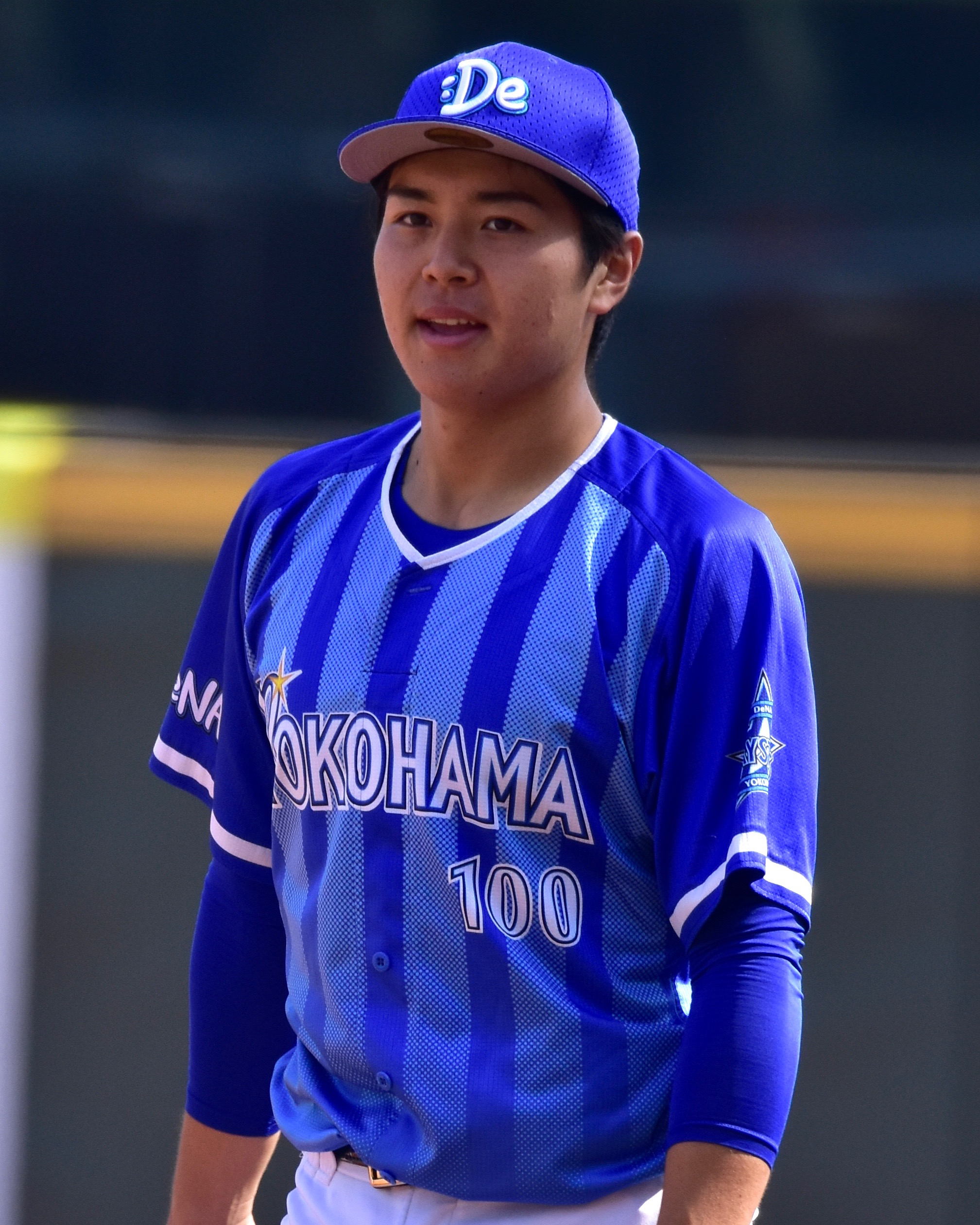
横浜DeNA時代
（2016年12月17日 台中インターコンチネンタル野球場にて）

2016年には、春季キャンプを二軍で迎えながらも、キャンプ中に一軍の紅白戦へ出場。この試合で2安打を放ったことを一軍監督のアレックス・ラミレスから評価されたため、キャンプの後半から一軍へ合流した。しかし、合流5日目にKBOSKワイバーンズとの練習試合で左手の有鉤骨を骨折。3月に患部の手術を受けたため、イースタン・リーグの公式戦には、19試合の出場で打率.184、5打点にとどまった。守備面では、捕手として登録しながら、三塁手としての出場試合数（8試合）が捕手としての試合数（6試合）を上回った。シーズン終了後には、フェニックス・リーグや台湾ウインターリーグへ派遣されている。
2017年には、ラミレスの意向で一軍の春季キャンプに参加。キャンプ中に催された阪神タイガースとの練習試合では、この年の対外試合におけるチーム第1号本塁打を放った。後に二軍へ回ったものの、二軍の首脳陣から強化選手に指定され、イースタン・リーグの公式戦では序盤から4番打者を任された。リーグ戦全体では97試合に出場し、リーグの規定打席へ到達。公式戦初アーチを含め4本塁打を放ったが、打率は.180で、規定打席に到達した24選手中23位だった。この年も捕手として登録されたが、一塁手として71試合、三塁手として15試合に起用される一方で、捕手としての出場は12試合にとどまった。
2018年には、ポジション登録を捕手から内野手に変更すると、イースタン・リーグ公式戦62試合に出場。18試合で一塁、9試合で外野、1試合で三塁を守りながら、打率.203、4本塁打、11打点という成績を残した。しかし、支配下選手登録や一軍公式戦への出場に至らないまま、10月3日に球団から戦力外通告。10月31日付で、NPBから自由契約選手として公示された。

### 社会人野球時代
戦力外通告の直後に神宮球場で東京六大学野球の秋季リーグ戦を観戦したことを機に、社会人野球経由でNPBへの復帰を目指すことを決意。2018年12月6日には、内野手としてヤマハ硬式野球部へ入部することが発表され、2019年1月に正式入社。
チームとしては3年ぶりの出場となった第90回都市対抗にも出場。七十七銀行との1回戦では二塁打を放ち、5番・指名打者で出場したJR東日本との2回戦ではチーム唯一の複数安打を放ったが、チームは2回戦で敗退を喫した。
2020年は外野手登録となっている。
2023年は第94回都市対抗の全試合で4番に座り、打率.421の活躍でチームの準優勝に貢献、久慈賞を受賞した。社会人野球のベストナインに外野手として初選出された（表彰式は後述のウインターリーグ期間中だったため参加できず）。冬にはDeNA時代の2016年以来となる、台湾ウインターリーグ・ベースボールにJABA選抜として参加した。17試合に出場して打率.443（61打数27安打）、1本塁打、11打点、OPS1.074の好成績を残し、打率と安打はプロを含めた全参加選手中トップだった。
2024年は4月のJABA京都大会では打率.524、3本塁打で、首位打者賞と敢闘賞を受賞し、5月のJABA東北大会では打率.500で首位打者となるといった活躍で、ヤマハの打線を牽引する存在だった。しかし、第95回都市対抗では初戦敗退を喫した。2年連続で社会人野球のベストナインに選出された。この年の都市対抗直後の8月頃、福岡ソフトバンクホークスより育成契約での入団打診があったものの、社会人の環境を捨ててまで入団することに両親から猛反対を受け、断りを入れている。

## 詳細情報

### 年度別打撃成績
- 一軍公式戦出場なし

### 背番号
- 100 （2016年 - 2018年）

### 登場曲
- 「ライオン」ベリーグッドマン（2017年 - 2018年）